# Alexander Huzman
Alexander Huzman (Jitòmir, Unió Soviètica, 10 d'abril de 1962) és un escaquista i entrenador d'escacs israelià (anteriorment soviètic) que té el títol de Gran Mestre des de 1991. Huzman, que és jueu, es va traslladar a Israel el 1992.

## Resultats destacats en competició
Va jugar en diversos campionats d'Ucraïna. El 1985, va ocupar el sisè lloc a Uzhgorod. El 1986, va empatar a Kíev als llocs 4t-5è. El 1987, va ocupar el sisè lloc a Mykolaiv. El 1989, va empatar els llocs 8è-9è a Kherson. El 1990, va empatar a Simferopol als llocs 5è-7è.
El 1999, va empatar als llocs 5è-6è amb Borís Àvrukh a Tel-Aviv (els guanyadors foren Borís Guélfand, Ilià Smirin i Lev Psakhis). L'any 2000, va empatar als llocs 1r-2n amb Avrukh a l'Open de Biel (Avrukh va guanyar al desempat a blitz). L'any 2003, durant la Copa d'Europa de Clubs a Creta, va aconseguir una victòria sobre Garri Kaspàrov després que Kaspàrov cometés un rar error. El 2004, va ocupar el sisè lloc al Beerxeba Rapid (el campió fou Víktor Kortxnoi). El 2005, va ocupar el tercer lloc a Mont-real (el campió fou Victor Mikhalevski).
Huzman ha entrenat el Gran Mestre canadenc Mark Bluvshtein, amb èxit, i ha fet de segon del millor jugador israelià, Borís Guélfand.

### Participació en olimpíades d'escacs
Huzman ha representat Israel cinc vegades a les Olimpíades d'escacs.
- El 1996, al primer tauler de reserva a la 32a Olimpíada d'Escacs d'Erevan (+3 –1 =5);
- L'any 2000, al segon tauler de reserva a la 34a Olimpíada d'escacs d'Istanbul (+1 –1 =4);
- L'any 2002, al segon tauler de reserva de la 35a Olimpíada d'escacs de Bled (+4 –0 =4);
- L'any 2004, en primer tauler de reserva a la 36a Olimpíada d'Escacs de Calvià (+4 –1 =3);
- El 2006, al primer tauler de reserva a la 37a Olimpíada d'escacs de Torí (+3 –0 =4).[5]